# Henriette-Dorothée de Hesse-Darmstadt
Henriette Dorothée de Hesse-Darmstadt (14 octobre 1641 - 22 décembre 1672) est une comtesse de Waldeck-Pyrmont.

## Biographie
Henriette Dorothée est le onzième enfant du comte Georges II de Hesse-Darmstadt et de la princesse Sophie-Éléonore de Saxe. Ses grands-parents paternels sont le comte Louis V de Hesse-Darmstadt et Madeleine de Brandebourg. Ses grands-parents maternels sont le prince-électeur Jean-Georges Ier de Saxe et la duchesse Madeleine-Sibylle de Prusse.
Henriette épouse le comte Jean II de Waldeck-Pyrmont le 10 novembre 1667. Le couple n'a pas d'enfants. 